# 塞浦路斯标准时区
塞浦路斯时区是塞浦路斯适用的时区。该时区比协调世界时快2小时（UTC+2）。塞浦路斯时区有夏时制。在3月的最後一個週日至10月的最後一個週日会使用夏令時間，即歐洲東部夏令時間（EEST，UTC+3）。
在2016年，被土耳其軍隊佔領的北部地区改为使用土耳其标准时间，全年都使用UTC+3。2017年，北部地区重新引入夏令時。
IANA时区数据库在zone.tab中包含三个塞浦路斯地区，名为Asia/Famagusta、Asia/Nicosia、Europe/Nicosia。